# Julia Reichert
Julia Reichert (Bordentown Township, 6 de junho de 1946 – 1 de dezembro de 2022) foi uma cineasta norte-americana. Como reconhecimento, foi nomeada ao Oscar 2010 na categoria de Melhor Documentário em Curta-metragem por The Last Truck: Closing of a GM Plant. Em 2020, ao lado de Steven Bognar e Jeff Reichert, recebeu o Oscar de melhor documentário de longa metragem por American Factory.